# Carlos Richard Díaz
Pour les articles homonymes, voir Carlos Diaz et Diaz.
Carlos Richard Díaz (né le 4 février 1979 à Montevideo en Uruguay) est un footballeur international uruguayen, qui évolue au poste de défenseur et de milieu de terrain.

## Biographie

### Carrière en sélection
Avec l'équipe d'Uruguay, il joue six matchs (pour aucun but inscrit) entre 1997 et 2001. 
Il figure dans le groupe des sélectionnés lors de la Copa América de 2001. Son équipe se classe quatrième du tournoi.
Il participe également à la Coupe des confédérations de 1997. Lors de la compétition, il joue un match face à l'Afrique du Sud.
Il joue enfin deux Coupes du monde des moins de 20 ans : celle de 1997 organisée en Malaisie puis celle de 1999 qui se déroule au Nigeria. La sélection uruguayenne atteint la finale de cette compétition en 1997, en étant battu par l'Argentine.

## Palmarès
| Defensor - Championnat d'Uruguay (1) : - Champion : 2007-08. - Copa Artigas (2) : - Vainqueur : 2000 et 2006. |  | Uruguay - Coupe du monde des moins de 20 ans : - Finaliste : 1997. |